# نیکیل الکساندر واکر
نیکیل الکساندر واکر (انگلیسی: Nickeil Alexander-Walker؛ زادهٔ ۲ سپتامبر ۱۹۹۸) بازیکن بسکتبال اهل کانادا است.

## حرفه
وی در مسابقات کشوری و بین‌المللی در مجموع برندهٔ ۱ مدال نقره شده‌است.